# Antônio Pizzonia
Antônio Reginaldo Pizzonia Júnior (Manaus, 11 settembre 1980) è un pilota automobilistico brasiliano, di origini italiane.

## Biografia
È soprannominato Jungle Boy in quanto è il primo pilota di livello internazionale a provenire da Manaus, capitale dell'Amazzonia.
È stato sposato con Maurren Maggi, medaglia d'oro alle Olimpiadi di Pechino in salto in lungo femminile, fino al 2007, dalla quale ha avuto una figlia, Sofia.

## Carriera
Comincia la carriera agonistica in Gran Bretagna nel 1997 con la Formula Vauxhall, per poi procedere in Formula Renault e Formula 3 britannica, di cui diventa campione nel 2000. Nel 2001 e 2002 gareggia in Formula 3000 e in questa seconda stagione diventa anche collaudatore per la Williams in Formula 1. Dopo un esordio non positivo in gara con la Jaguar nel 2003 (miglior risultato un 9º posto) ritorna a fare il collaudatore per la Williams, vettura con la quale disputa anche quattro gare nel 2004 per sostituire l'infortunato Ralf Schumacher, giungendo tre volte settimo al traguardo. Nello stesso anno batte a Monza il record di velocità precedentemente segnato da Michael Schumacher, raggiungendo la velocità di 369.9 km/h.
Fino all'ultimo in ballottaggio per un posto da titolare nel 2005, gli viene preferito Nick Heidfeld, ma resta alla Williams come pilota di riserva. Proprio per sostituire Heidfeld infortunato, torna in gara al Gran Premio d'Italia ottenendo un 7º posto e prosegue sino alla fine della stagione a seguito dell'accordo del pilota tedesco con la BMW Sauber a partire dal 2006 che ne anticipano la partenza dalla squadra. Terminata la carriera in Formula 1, nel 2006 si trasferisce nella Champ Car americana con il team Rocketsports per poi ritornare in Europa nel 2007 nella serie GP2 con la squadra FMS International. Nello stesso anno, corre nell'IndyCar Series. Dal 2007 gareggia nel campionato Stock Cars.

## Risultati in Formula 1
| 2003 | Scuderia | Vettura |    |     |     |    |     |   |     |    |    |    |     |  |  |  |  |  |  |  |  | Punti | Pos. |
| ---- | -------- | ------- | -- | --- | --- | -- | --- | - | --- | -- | -- | -- | --- |  |  |  |  |  |  |  |  | ----- | ---- |
| 2003 | Jaguar   | R4      | 13 | Rit | Rit | 14 | Rit | 9 | Rit | 10 | 10 | 10 | Rit |  |  |  |  |  |  |  |  | 0     | 21º  |

| 2004 | Scuderia | Vettura |  |  |  |  |  |  |  |  |  |  |  |   |   |     |   |  |  |  |  | Punti | Pos. |
| ---- | -------- | ------- |  |  |  |  |  |  |  |  |  |  |  | - | - | --- | - |  |  |  |  | ----- | ---- |
| 2004 | Williams | FW26    |  |  |  |  |  |  |  |  |  |  |  | 7 | 7 | Rit | 7 |  |  |  |  | 6     | 15º  |

| 2005 | Scuderia | Vettura |  |  |  |  |  |  |  |  |  |  |  |  |  |  |   |    |     |     |    | Punti | Pos. |
| ---- | -------- | ------- |  |  |  |  |  |  |  |  |  |  |  |  |  |  | - | -- | --- | --- | -- | ----- | ---- |
| 2005 | Williams | FW27    |  |  |  |  |  |  |  |  |  |  |  |  |  |  | 7 | 15 | Rit | Rit | 13 | 2     | 22º  |

| Legenda | 1º posto     | 2º posto | 3º posto    | A punti         | Senza punti/Non class.  | Grassetto – Pole position Corsivo – Giro più veloce |
| Legenda | Squalificato | Ritirato | Non partito | Non qualificato | Solo prove/Terzo pilota | Grassetto – Pole position Corsivo – Giro più veloce |